# برج صباط
برج صباط بلدية تقع غرب ولاية قالمة تمتاز هذه البلدية بموقعها الجغرافي الهام بحيث تعتبر نقطة التقاء لثلاث ولايات هم على التوالي قسنطينة، قالمة وسكيكدة. من جهة أخرى تتوسط هده البلدية عدة جبال يحدها من الشمال بلدية بوحمدان ومن الجنوب ولاية قسنطينة ومن الشرق دائرة وادي الزناتي ومن الغرب ولاية سكيكدة.

## اٍقتصاديا
تعتبر هذه البلدية منطقة فلاحية وصناعية(يوجد بها مصنع للآجر)و نحيطكم علما انه تم اكتشاف عدة ابار للبترول في ضواحي هده البلدية ومن أبرزها بئر النفط الدي اكتشف بمدخل قرية رأس العيون 
و تعتبر بلدية برج صباط من أقدم بلديات الجزائر والدليل على دلك وجود عدد هائل من الآثار الرومانية وندكر من بينها القصر الرماني المسمى محليا بقصر الغولة والمصنف وطنيا.
اما الاستعمار الفرنسي فقد اعتبر بلدية برج صباط منطقة إستراتيجية والدليل على ذلك هو المنشات والبنى التحتية التي اقامها في هذه البلدية والتي ما زالت شاهدا إلى يومنا هذا...
وقد وقف سكان بلدية برج صباط في وجه المستعمر الفرنسي وكانوا أولى برفع السلاح ضد هذا الظالم المستبد ومن بين الشهداء الذين وقعوا في أرض المعركة من أجل استرجاع السيادة الوطنية واعلاء العلم الجزائري نذكر منهم : الشهيد : محمد شلية، الزناتي خشة، محمد العيد سبتي، عمار برحايل، يخلف مبارك... واخرون. == القرى التابعة لبلدية برج صباط 
- قرية رأس العيون
- قرية عيون الدهان
- قرية بني مجالد
- المريج